# العلاقات الإيرانية التشيلية
العلاقات الإيرانية التشيلية هي العلاقات الثنائية التي تجمع بين إيران وتشيلي.

## مقارنة بين البلدين
هذه مقارنة عامة ومرجعية للدولتين:
| وجه المقارنة                                              | إيران                    | تشيلي                         |
| --------------------------------------------------------- | ------------------------ | ----------------------------- |
| المساحة (كم2)                                             | 1.65 مليون               | 756.10 ألف                    |
| عدد السكان (نسمة)                                         | 79.97 مليون              | 17.37 مليون                   |
| الكثافة السكانية (ن./كم²)                                 | 48.47                    | 22.97                         |
| العاصمة                                                   | طهران                    | سانتياغو                      |
| اللغة الرسمية                                             | لغة فارسية               | اللغة الإسبانية               |
| العملة                                                    | ريال إيراني              | بيزو تشيلي، وحدة حساب تشيلية ‏ |
| الناتج المحلي الإجمالي (بليون دولار)                      | 439.51 مليار             | 277.08 مليار                  |
| الناتج المحلي الإجمالي (تعادل القوة الشرائية) بليون دولار | 1.36 تريليون             | 419.39 مليار                  |
| الناتج المحلي الإجمالي الاسمي للفرد دولار أمريكي          |                          | 13.42 ألف                     |
| الناتج المحلي الإجمالي للفرد دولار أمريكي                 |                          | 22.07 ألف                     |
| مؤشر التنمية البشرية                                      | 0.766                    | 0.832                         |
| رمز المكالمات الدولي                                      | +98                      | +56                           |
| رمز الإنترنت                                              | .ir،                     | .cl                           |
| المنطقة الزمنية                                           | ت ع م+03:30، توقيت إيران | 00، 00، 00، 00                |

## منظمات دولية مشتركة
يشترك البلدان في عضوية مجموعة من المنظمات الدولية، منها:
| علم المنظمة | اسم المنظمة                        | تاريخ انضمام إيران | تاريخ انضمام تشيلي |
| ----------- | ---------------------------------- | ------------------ | ------------------ |
|             | مؤسسة التنمية الدولية              | 10 أكتوبر 1960     | 30 ديسمبر 1960     |
|             | يونسكو                             | 6 سبتمبر 1948      | 7 يوليو 1953       |
|             | وكالة ضمان الاستثمار متعدد الأطراف | 15 ديسمبر 2003     | 12 أبريل 1988      |
|             | الأمم المتحدة                      | 24 أكتوبر 1945     | 24 أكتوبر 1945     |
|             | الفريق المعني برصد الأرض           | ?                  | ?                  |
|             | الاتحاد البريدي العالمي            | ?                  | ?                  |
|             | البنك الدولي للإنشاء والتعمير      | 29 ديسمبر 1945     | 31 ديسمبر 1945     |
|             | المنظمة الهيدروغرافية الدولية      | ?                  | ?                  |
|             | منظمة حظر الأسلحة الكيميائية       | ?                  | ?                  |
|             | مؤسسة التمويل الدولية              | 28 ديسمبر 1956     | 15 أبريل 1957      |
|             | منظمة الشرطة الجنائية الدولية      | ?                  | ?                  |

## وصلات خارجية
- موقع وزارة الخارجية الإيرانية
- موقع وزارة الخارجية التشيلية